# Alfred Rainer (Nordischer Kombinierer)

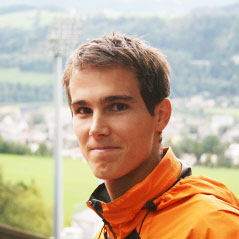
Alfred Rainer

Alfred Rainer (* 22. September 1987 in Saalfelden; † 15. August 2008 in Innsbruck) war ein österreichischer Nordischer Kombinierer.
Er lebte in Maria Alm, wo ihn sein Onkel bereits in jungen Jahren zum Nordischen Skisport brachte. Seine Laufbahn als Nordischer Kombinierer begann im Jahr 1998 in der Nordischen Schihauptschule Saalfelden. Nach der Hauptschulzeit führte ihn sein weiterer Weg ins Nordische Ausbildungszentrum Eisenerz. Dort absolvierte er eine Lehre als Tischler, die er im Juni 2007 mit ausgezeichnetem Erfolg abschließen konnte. Seitdem trainierte Alfred Rainer im Heeresleistungszentrum in Salzburg (Rif).

## Sportliche Erfolge
Nach einer Silbermedaille mit dem Team bei der Junioren-WM 2006 verbuchte der Salzburger seinen größten Erfolg ein Jahr später bei der Nordischen Junioren-Skiweltmeisterschaft 2007 in Tarvisio. Mit einer Goldmedaille im Team und zwei Bronzemedaillen im  Einzel- und Sprintwettbewerb beendete er die Weltmeisterschaften als erfolgreichster Athlet. Durch seinen ersten Sieg im B-Weltcup in Klingenthal und weitere Top-Platzierungen qualifizierte sich Alfred Rainer im Jänner 2007 erstmals für den A-Weltcup. Bei seinem ersten Auftritt im A-Weltcup in Zakopane erzielte er als Debütant einen 11. sowie einen 20. Platz. Beim Sommer-Grand-Prix 2007 konnte er sich in Klingenthal erstmals auf dem Podest im A-Weltcup als 3. platzieren. In der Saison 2006/07 konnte sich der für den SC Saalfelden startende Athlet auf Rang 36 des Gesamtweltcups platzieren. Im Jahr darauf, in der Saison 2007/08, startete Rainer seine erste volle Saison im Weltcup. Mit zahlreichen Top-15-Platzierungen und einer Top-10-Platzierung konnte er seine erste Weltcupsaison als 24. in der Gesamtwertung beenden.

## Unfall
Am 6. August 2008 verunglückte Alfred Rainer beim Gleitschirmfliegen in seiner Heimat Maria Alm schwer. Der 20-jährige Salzburger stürzte bei einem Flug aus rund 20 Metern Höhe ab und zog sich ein Schädelhirntrauma, eine Lungenquetschung sowie einen Oberschenkel- und Fersenbeinbruch zu. Er wurde auf der Traumatologischen Station in Innsbruck im künstlichen Tiefschlaf gehalten. Am 15. August 2008 verstarb er an den Folgen des Unfalls.